# Il piccolo Archimede
Il piccolo Archimede (estrenada internacionalment com The Little Archimedes) és una pel·lícula italiana de comèdia dramàtica del 1979 escrita i dirigida per Gianni Amelio. Es tracta de l'adaptació de la novel·la curta d'Aldous Huxley "The Young Archimedes" (1924) i fou produïda per Rai 2.

## Repartiment
El professor Robin Heines, un crític d'art anglès que viu a la Toscana amb la seva família en la dècada del 1930, descobreix la increïble capacitat intel·lectual de Guido, un nen de set anys fill d'un agricultor i orfe de mare. Estimulat per Heines, el noi demostra un gran talent per la música i, sobretot, per les matemàtiques. Quan Heines marxa a Suïssa un curt període, Guido és adoptat per la senyora Bondi, propietària del terreny en el que viu i treballa el seu pare. Quan Heines torna s'assabenta que Guido s'ha suïcidat per una depressió que va agafar quan vivia a la ciutat.
- Laura Betti: Miss Bondi
- Shirley Corrigan: Elisabeth
- Mark Morganti: Robin Heines
- John Steiner: Alfred
- Aldo Salvi: Guido

## Recepció
Pel seu paper Laura Betti fou guardonada amb el Premi Sant Sebastià d'interpretació femenina al Festival Internacional de Cinema de Sant Sebastià 1979.

## Crítiques
| «                | Amelio substitueix la ironia intel·lectual de Huxley per la intensitat d'una escriptura musicalment ritmada, classicista fins a l'abstracció, que contempla el “misteri” del nen prodigi i la seva desaparició dramàtica amb una intensitat vibrant | » |
| — Lino Miccichè. | |   |